# Lyonetiidae
Famille
Les Lyonetiidae sont une famille d'insectes de l'ordre des Lépidoptères.

## Liste des genres
Selon Catalogue of Life (8 oct. 2013) :
- genre Acanthocnemes
- genre Arctocoma
- genre Atalopsycha
- genre Cateristis
- genre Chrysolytis
- genre Cladarodes
- genre Copobathra
- genre Corythophora
- genre Crobylophora
- genre Daulocoma
- genre Diplothectis
- genre Erioptris
- genre Exegetia
- genre Hierocrobyla
- genre Leucoptera
- genre Lyonetia
- genre Micropostega
- genre Orochion
- genre Otoptris
- genre Perileucoptera
- genre Petasobathra
- genre Philonome
- genre Phyllobrostis
- genre Platacmaea
- genre Proleucoptera
- genre Prytaneutis

## Liste des genres et espèces
Selon NCBI (8 oct. 2013) :
- genre Corythophora
- genre Leucoptera
  - Leucoptera coffeella
  - Leucoptera laburnella
  - Leucoptera malifoliella
  - Leucoptera spartifoliella
- genre Lyonetia
  - Lyonetia clerkella
  - Lyonetia ledi
  - Lyonetia prunifoliella
  - Lyonetia saliciella
- genre Philonome
  - Philonome clemensella
- genre Phyllobrostis
  - Phyllobrostis peninsulae